# فیلم‌باز
فیلم‌باز (به معنای واقعی کلمه، «کسی که دیدنی‌ها را دوست دارد») کسی است که به دنبال دستیابی به نتایجی با کیفیت بالا در ضبط و پخش فیلم‌ها، برنامه‌های تلویزیونی و غیره است.
مشابه ارزش‌های صداباز، ارزش‌های فیلم‌باز ممکن است در تمام مراحل زنجیره اعمال شوند: ضبط اولیه دیداری-شنیداری، فرایند تولید ویدئو و پخش (معمولاً در یک محیط خانگی). برخی از جنبه‌های ویدئویی که اکثر فیلم‌بازها به آن توجه دارند عبارتند از نرخ فریم، سیستم رنگ، وضوح، درست‌نماهای فشرده‌سازی، درست‌نماهای حرکتی (به انگلیسی: motion artifacts)، نویز ویدیو، اندازه صفحه و غیره.
اصطلاح «فیلم‌باز» اولین بار در تالاهاسی مرکز فلوریدا توسط جیم لو، وکیل و نویسنده مستقر در فلوریدا و سردبیر و ناشر خبرنامه فیلم‌باز (به انگلیسی: The Videophile's Newsletter) که اولین شماره آن در تابستان ۱۹۷۶ منتشر شد، رایج شد. این اولین نشریه ای بود که هواداران ضبط کننده ویدیوی خانگی بتاماکس سونی (و بعداً وی‌اچ‌اس که در سال ۱۹۷۷ معرفی شد) را متحد کرد. این خبرنامه بعداً به The Videophile تبدیل شد، مجله ای که در سطح ملی توزیع می‌ شد، آخرین شماره آن در سال ۱۹۸۱ منتشرشد.